# Síndrome de Williams
La síndrome de Williams (SW) o síndrome de Williams–Beuren, és un trastorn genètic multisistèmic originat per una deleció (pèrdua submicroscòpica de material genètic) heterozigòtica d'entre 1,5 i 1,8 Mb (mega parell de bases) i quasi sempre espontània en el braç llarg d'un cromosoma 7 (regió q11.23). L'any 1961 fou descrit paral·lelament pel cardiòleg John Williams i pel pediatre Alois Beuren. En aquest cromosoma es troba el gen ELN, que codifica l'elastina. L'elastina és el principal component de les fibres elàstiques que existeixen en la pell, les articulacions, la paret dels vasos sanguinis i altres teixits corporals. Les elastines dels individus amb SW presenten diversos canvis biomoleculars que les fan diferents a les de les persones sanes. Les alteracions cardiovasculars de la síndrome de Williams són causades per la pèrdua de una còpia del gen ELN. L'absència parcial d'elastina provoca una menor elasticitat i una major rigidesa de la paret vascular, fet que altera sobretot les seves normals propietats en zones sotmeses a una gran pressió sanguínia, especialment les dels vasos situats a la sortida del cor. Els problemes articulars, el queratocon, la diverticulitis, les hèrnies i la ronquera també són relacionables amb la manca d'elastina.

## Signes i símptomes
Els símptomes habituals són:
- Retard general en el desenvolupament mental.[14]
- Expressió facial característica i anomalies dentals.[15]
- Defectes cardiovasculars congènits.[16]
- Solen presentar un comportament alegre i afectuós. Tenen una alta empatia.[17]
- No tenen percepció espacial.[18]
- Tendència d'ús de la mà i l'ull esquerres (nen esquerrà).[19]
- Passió per la música.[20]

## Diagnòstic mèdic
Afecta l'àrea motora, cognitiva i conductual. Per tant, un diagnòstic primerenc és fonamental per donar consell genètic i evitar exploracions innecessàries i planificar les mesures òptimes de seguiment i tractament.
És una síndrome poc comuna, ocorre amb una freqüència d'un individu cada 20.000 naixements. Afecta d'igual manera tant homes com dones. Es veu a qualsevol població o grup ètnic i ha estat identificada a molts països. A Espanya, la síndrome de Williams afecta un de cada 7.500 nadons nascuts vius. La majoria dels casos de síndrome de Williams són esporàdics. Excepcionalment, es presenta en algunes famílies amb un patró hereditari autosòmic dominant. L'estudi dels mecanismes biomoleculars de la SW en pacients amb delecions parcials ha estat de gran utilitat per determinar la implicació de múltiples gens en molts aspectes del fenotip clínic. S'han descrit diverses variants bialèl·liques en el gen GTF2IRD1 de germans amb SW i profunds trastorns del neurodesenvolupament. La incidència d'epilèpsia en els pacients amb síndrome de Williams–Beuren és del 1,02 per cent, aproximadament, molt semblant a la de la població general (0,5-1 per cent) i amb una prognosi favorable per regla general. Tot i que la síndrome de Williams i l'autisme són en molts casos trastorns força diferents, tenen algunes similituds relacionades amb les habilitats socials i de comunicació.
És molt difícil detectar-la abans del naixement, però amb una analítica el diagnòstic pot ser confirmat. S'empra una prova microgenètica i s'examina l'ADN. Un estudi postmortem estereològic (amb capacitat d'interpretar tridimensionalment seccions planes de teixits) de l'amígdala cerebral, una estructura del cervell implicada en la cognició i la conducta social, ha posat de manifest un nombre anòmal de neurones en el seus nuclis laterals que pot causar pertorbacions patològiques en la funció amigdalar i el fenotip socioconductual. Un altre estudi basat en un model analític de superfícies va detectar un augment de volum en algunes regions específiques de l'amígdala relacionades amb el funcionament social i emocional.
Els aspectes clínics més rellevants són:
- Quan neixen tenen un baix pes i el seu augment es fa de forma molt lenta.[37] Estatura baixa.[38]
- Irritabilitat durant la lactància.[39]
- Problemes neurològics i psiquiàtrics com: hemorràgia interventricular cerebral,[40] reducció del volum dels lòbuls cerebrals parietal i occipital,[41] psicomotricitat deficient[42] i habilitats adaptatives disminuïdes,[43] hiperacúsia,[44] alteracions de la funció coclear,[45] trastorn per dèficit d'atenció amb hiperactivitat,[46] trastorn per angoixa,[47] episodis psicòtics.[48] Molt eventualment, fetitxisme sexual.[49]
- Maloclusió.[50]
- Sovint, dificultat per articular correctament el llenguatge.[51] El déﬁcit lingüístic dels nens amb la síndrome és major en les categories especíﬁcament pragmàtiques, sobretot en les que depenen del principi de cooperació.[52]
- La pell és fina,[53] vellesa prematura i aparició primerenca de cabells blancs.
- Problemes de cor i vasos sanguinis: buf sistòlic,[54] estenosi aòrtica supravalvular,[55] estenosi aòrtica supravalvular combinada amb estenosi arterial pulmonar,[56] prolapse de la vàlvula mitral,[57] tetralogia de Fallot, defecte del septe auricular,[58] defecte complet del septe auriculoventricular,[59] vàlvula aòrtica bicúspide, ventricle dret bicameral,[60] anomalia d'Ebstein,[61] síndrome d'aorta mitja,[62] síndrome de Moyamoya (un tipus de vasculopatia cerebral),[63] etc.
- Presenten hipotonia muscular i laxitud d'articulacions.[64]
- Otitis mitjana per retracció de la membrana timpànica.[65]
- Hèrnies en els músculs abductors i umbilicals.
- Hipertensió arterial, de vegades refractària a la medicació.[66]
- Hipercalcèmia.[67] Alguna vegada, la hipercalcèmia  s'acompanya d'una hemorràgia gastrointestinal[68] o la SW es diagnostica incidentalment en adults amb hipercalcèmia recurrent.[69]
- Osteopènia o osteoporosi per alteració del metabolisme ossi.[70]
- Insuficiència renal aguda.[71] Rarament, agènesi d'un ronyó i nefrocalcinosi.[72]
- Escoliosi.[73]
- Incontinència urinària.
- Hipotiroïdisme de tipus central,[74] sovint subclínic.[75] Pot anar acompanyat d'insuficiència adrenal postnatal[76] o d'estenosi de les artèries pulmonars i de les seves branques.[77]
- Diverticles vesicals[78] i anomalies ureterals poc comunes.[79]
- Els adults amb SW tenen una alta prevalença de diabetis de tipus 2 i prediabetis.[80] Un terç d'ells presenta esteatosi hepàtica.[81]
- Disgènesi del segment anterior ocular.[82] Estrabisme, tortuositat de les arterioles de la retina i nineta dels ulls estrellada.[83] Dismetria (diferència de longitud) dels moviments sacàdics.[84]
- Acalàsia esofàgica.[85]
- Proclivitat a desenvolupar ansietat[86] i fòbies específiques.[87]
- Dificultat per mantenir les amistats.[88]

El seu diagnòstic diferencial inclou la vasculitis sistèmica, la síndrome de Noonan, la síndrome d'Alagille, la síndrome de Kabuki, la síndrome de DiGeorge, la síndrome de Smith-Magenis i la síndrome alcohòlica fetal.

## Tractament
Aquest trastorn genètic no té un tractament de cura. El que es fa a nivell mèdic és tractar els problemes de salut física, com ara les malalties cardiovasculars associades, i els mentals. A més, també és controlat en particular per especialistes d'atenció primària, pediatres, neuròlegs, fisioterapeutes, treballadors socials, professorat d'educació especial, psicòlegs i professionals de la psicopedagogia amb la finalitat de donar un suport adequat a les seves característiques i necessitats. Mitjançant teràpia del desenvolupament, programes específics a distància per millorar les habilitats socials, teràpia ocupacional i logopèdia, l'objectiu a assolir és la integració social i la inserció en el món laboral quan arribin a l'edat adulta. Els inhibidors selectius de la recaptació de serotonina poden ajudar a controlar l'angoixa en els adults.

## Capacitats per a l'aprenentatge
- Memòria a llarg termini: és difícil començar un aprenentatge reglat, però allò que han après ho retenen bé.[103]
- Habilitat per iniciar converses i per la interacció social.[104]
- La sensibilitat auditiva pot ser potenciada en el desenvolupament lector.
- Habilitat per aconseguir informació d'imatges (aprenents visuals).[105] Els nens petits fixen més l'atenció en els objectes que en les cares.[106]

## Implicacions educatives
- Tenir en compte la motricitat fina i gruixuda.[107]
- Importància de l'Educació física i per a la salut.
- Conèixer els seus interessos i animar a la realització d'activitats motivadores.[108]
- Apreciar el seu nivell d'ansietat i atendre als aspectes emocionals subjacents en el procés d'aprenentatge.[109] Detectar els possibles casos d'assetjament escolar.[110]
- Mobiliari adequat.
- Bona organització de l'aula.[111]
- Adequar el discurs: senzill i planer (cal evitar utilitzar dobles sentits, ironia, bromes...).[112]
- Treballar les aptituds fonètiques.[113]
- Lavabo accessible.
- Coordinació docent per a establir pautes educatives homogènies i inclusives.[114]
- A prop de la pissarra.
- Bona il·luminació.

## Curiositats
És una inspiració per a contes fantàstics?. S'ha considerat que els nins i nines que pateixen aquesta síndrome varen inspirar històries on intervenien personatges fantàstics: elfs, gnoms, fades, etc. per mor de les seves característiques facials que, entre d'altres, són: nas xat, ulls votants, orelles ovalades, boca grossa i llavis gruixuts i una barra petita. Són persones que inspiren confiança, plens de tendresa i molt sensibles. Tot això els relaciona i compara amb les fades bones que apareixen en els contes.